# Атмосфера (фильм)
Атмосфе́ра (швед. Ambiancé) — невышедший шведский экспериментальный фильм режиссёра Андреса Уерберга. Фильм имел прогнозируемую дату выхода в прокат 31 декабря 2020 года и должен был иметь продолжительность 720 часов, или 30 дней, и должен был быть показаным по всему миру. Как только первоначальный показ фильма должен был быть завершён, Уеберг планировал уничтожить единственную существующую копию всего фильма, что, по его словам, сделало бы его «самым длинным фильмом, который не существует». Он также заявил, что это будет его последний фильм. «Атмосфера» могла бы стать вторым по длине фильмом, когда-либо снятым после фильма «Логистика».

## Актёрский состав
В фильме участвуют только два актёра – ими стали шведские художники-перформанисты Стин Персдоттер и Никлас Халльберг.
| Актёр           |
| --------------- |
| Стин Персдоттер |
| Никлас Хальберг |